# Abagrotis vittifrons
Abagrotis vittifrons är en fjärilsart som beskrevs av Augustus Radcliffe Grote 1864. Abagrotis vittifrons ingår i släktet Abagrotis och familjen nattflyn. Inga underarter finns listade i Catalogue of Life.